# Carta dei beni culturali della Puglia

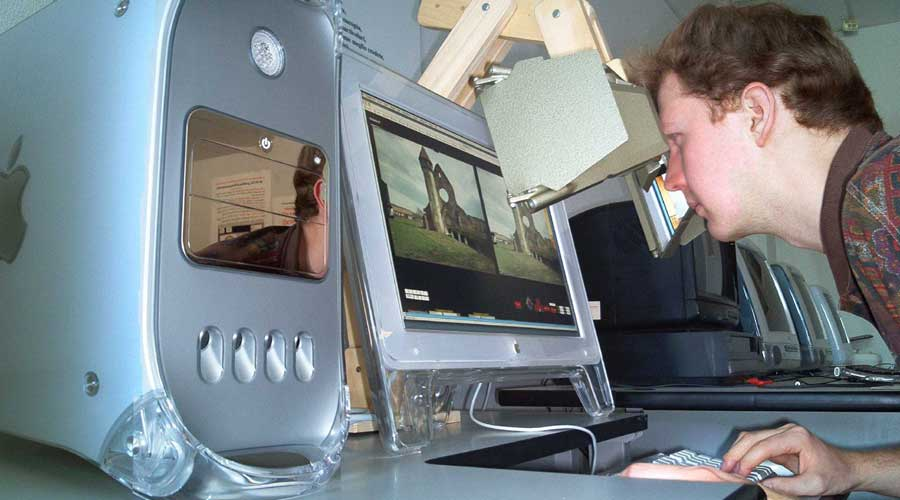
Stereoscopio applicato allo schermo del computer

La Carta dei beni culturali della Puglia è un geographic information system di monumenti e centri storici della Puglia.

## Caratteristiche
Il sistema è nato con lo scopo di:
- rendere disponibile su Internet un archivio dei beni architettonici, aperto al contributo di tutti;
- georeferenziare i monumenti con una mappa interattiva  (nel caso particolare Google Maps), che consente l'accesso alle schede documentarie degli stessi;
- effettuare la restituzione finalizzata[1] dei rilievi eseguiti con la tecnica fotogrammetrica;
- visualizzare, con la tecnica della fotogrammetria inversa[2], i progetti di restauro o altri interventi progettuali destinati ad alterare l'ambiente in cui i monumenti stessi vivono;
- visualizzare su mappe 3D (nel caso particolare Google Earth) i progetti urbanistici o, comunque, qualsiasi intervento progettuale sul territorio;
- consentire l'aggiornamento del Sistema informativo globale dei centri storici con il contributo degli abitanti stessi.

## Il progetto di ricerca
La Carta dei beni culturali della Puglia è il risultato di una ricerca del laboratorio di fotogrammetria architettonica del Politecnico di Bari svolta nell'ambito del progetto finalizzato Fotogrammetria e tutela del territorio, allegato all'accordo con convenzione per l'uso comune di apparecchiature fotogrammetriche-elettroniche, firmato il 19 gennaio 1985, tra la Regione Puglia (Assessorato alla cultura) e l'Università degli Studi di Bari (Cattedra di fotogrammetria architettonica).
Nel settembre del 2006 è stato avviato un nuovo progetto de La Carta dei beni culturali della Puglia su iniziativa dell'Assessorato all'assetto del territorio della Regione Puglia, di concerto con l'Assessorato al diritto allo studio e beni culturali. Il progetto, che coinvolge le quattro università pugliesi (Foggia, Bari, Salento e Politecnico di Bari) e la Direzione regionale per i beni culturali e paesaggistici della Puglia, è finalizzato alla redazione di una cartografia tematica che censisca e descriva le caratteristiche culturali del territorio pugliese.
Nell'intento di far luce sui due interventi (tutt'altro che coordinati) della Regione Puglia, nella documentazione dei beni culturali, il Laboratorio di fotogrammetria architettonica ha organizzato, nei giorni 12-14-15 febbraio 2008, il convegno "G.I.S. e Beni culturali: la Carta dei Beni Culturali on-line" . Considerata l'assenza dell'Assessorato all'assetto del territorio della Regione Puglia, il responsabile del laboratorio ha segnalato il problema al Ministero dei Beni Culturali.

## Storia
Il Laboratorio di fotogrammetria architettonica, sin dalla propria istituzione (1976), ha indirizzato le proprie ricerche alla documentazione dei beni culturali con il principio secondo cui "La documentazione dei Beni Culturali non è per pochi e nessuno la può delegare. È importante che la si insegni e si diano gli strumenti, poi è la storia che parlerà della nostra cultura",  come illustrato chiaramente da mons. Pietro Amato nel 2º convegno internazionale di fotogrammetria architettonica, svoltosi a Bari nei giorni 26, 27 e 28 maggio 1993.
In base a detto principio il progetto allegato alla convenzione prevedeva il coinvolgimento delle scuole di ogni ordine e grado (a cominciare dalla scuola elementare) nella documentazione on-line dei beni culturali, nella convinzione che Internet avrebbe provveduto a selezionare i prodotti migliori, lasciando aperta la porta al continuo miglioramento ed aggiornamento delle schede documentarie.
L'accordo Università-Regione prevedeva l’avvio delle operazioni di censimento e catalogazione dei beni culturali (ivi compresi quelli ambientali) della Puglia. Nella ricerca, l'archivio è stato avviato con i lavori svolti dagli studenti del corso di fotogrammetria architettonica, ma in realtà il banco di prova della ricerca stessa sono stati i rilievi eseguiti dall'Unità fotogrammetrica dei vigili urbani di Bari nelle zone colpite dal terremoto del 1980. Per la restituzione finalizzata, via rete, di tali rilievi fu realizzato il software StereoFot, che consente di rilevare le misure dell'immagine stereo e visualizzare eventuali trasformazioni della stessa mediante la modellazione stereometrica.
Con l'arrivo di Internet gli studenti dei corsi di fotogrammetria architettonica e rilievo dell'architettura della Facoltà d'ingegneria, nel periodo 1996-2008, hanno provveduto ad inserire direttamente in rete i propri lavori, dimostrando che la documentazione dei monumenti può essere un'operazione culturale fatta a costo zero.